# Дворотик шорсткуватий
Дворотик шорсткуватий (Dicranodontium asperulum) — вид мохів порядку дикранальних (Dicranales).

## Поширення
Батьківщиною є Європа, Північна Америка, Азія.
Населяє вологі, затінені, кислі скелі та полиці скель, іноді на землі з перекинутими корінням дерев.

## Характеристика
Рослини коричневі проксимально, жовтувато-темно-зелені дистально, тьмяні чи блискучі, у пухких пучках. Стебла 1–6(8) мм, з білуватими або червонувато-коричневими ризоїдами. Листки прямі, згинаються, розпростерті на ≈ 45º або більше у вологому стані, іноді серпувато-другий на верхівках стебла, 3–8 мм, різко звужений від яйцеподібної основи до щетинкової субули. Коробочкові ніжки 15–20 мм, прямовисно-звивисті. Коробочка 1.5–2 мм. Спори 9–14 мкм.